# Nicolás Bucarelli y Ursúa
Nicolás Manuel Bucarelli y Ursúa (Sevilla, 6 de junio de 1717 - 6 de noviembre de 1798) V conde de Gerena y IV marqués de Vallehermoso, fue un aristócrata y militar español. 

## Biografía
Nicolás Manuel Bucareli y Ursúa, nacido en Sevilla el 6 de junio de 1714, fue bautizado el 9 de junio de 1717 en la iglesia de San Lorenzo, siguiendo la tradición familiar. Fue hijo de Luis José Bucareli y Henestrosa (1675-1740), II marqués de Vallehermoso, y de Ana María de Ursúa y Lasso de la Vega (1686-1759), IV condesa de Gerena. Fue hermano de Francisco de Paula Bucarelli y de Antonio María de Bucareli y Ursúa. Contrajo matrimonio en 1757 en Sevilla, con su sobrina Juana Antonia Bucarelli y Baeza (1739-1810), V condesa de Gerena y IV marquesa de Vallehermoso. Tuvieron cuatro hijos: Luis (1761- 1801), José María (1765- 1830), María del Carmen y María Juana de Dios.
Fue gran cruz de Carlos III, comendador de Fradel en la Orden de Santiago, grande de España de primera clase, capitán general de los Reales Ejércitos, gobernador político y militar de Cádiz, capitán general del reino de Granada y de los tres presidios menores de África, y virrey electo de Granada.
Asu celo se debió la promoción del baldosado de Cádiz, el muelle nuevo de Málaga y el camino de esta ciudad a Antequera.
Fallecido el 6 de noviembre de 1798, recibió sepultura en la parroquia de San Lorenzo. Se publicó un elogio de su figura en el Mercurio de noviembre de 1799. En la Biblioteca Colombina se halla un impreso en 4.° con veinte páginas orladas y el siguiente título: En rendido aplauso del feliz cumpleaños del Rey Nuestro Señor, dispuso el Mariscal de Campo Don Nicolás Bucarelli y Ursúa... (Sevilla, 1766).